# Cristina Vărzaru
Cristina Georgiana Vărzaru (Corabia, 5 de diciembre de 1979) es una ex jugadora de balonmano rumana miembro del Salón de la Fama.

## Trayectoria
Hija de maestros y con una hermana gemela, Anca, que también jugaba al balonmano, se inició en el deporte como central en el club de su ciudad natal, Corabia, a los 10 años (con el que ganó dos títulos locales). A los 16, le llegó la llamada de uno de los grandes del país, el CS Oltchim Râmnicu Vâlcea, donde debutó en la Champions League con seis goles ante el Rimini italiano.
Su velocidad y su tiro desde el extremo no pasó desapercibido entre los grandes de Europa y, a los pocos meses de llegar a la máxima competición recibió la llamada de Gunnar Prokop, el director general del Hypo. Declinó irse para terminar el bachiller en su país y, en 2002, firmó por el CS Rapid București.
Llegó a Dinamarca, al Viborg HK en 2005. Con el equipo danés consiguió tres Champions League en otras tantas finales. Tras su primer título europeo en 2006 sufrió una grave lesión en su rodilla que le tuvo 20 meses en el dique seco. Otras dos Champions en 2009 y en 2010 (la última como máxima goleadora de la competición, por encima de Alexandra do Nascimento) cerraron el triplete conseguido por el Viborg histórico de Bojana Popovic, Kristine Lunde, Katrine Lunde, Henriette Mikkelsen, Grit Jurack y Anja Althaus.
En 2012 firmó por el CSM București (su idea inicial era estar tan solo un año en el Terom Z Iaşi moldavo y estuvo cinco) y le llevó a conquistar su cuarta Champions League en 2016, en su cuarta final.
Se retiró en 2017, con 37 años, lastrada por su última lesión de rodilla, la segunda grave en su carrera.

### Clubes[14]
- –1998:  CSS Corabia
- 1998–02:  CS Oltchim Râmnicu Vâlcea
- 2002–05:  CS Rapid București
- 2005–12:  Viborg HK
- 2012–17:  CSM București

### Selección
Campeona del Mundo y de Europa Juvenil, debutó con la selección absoluta a los 16 años. Sus mayores éxitos fueron la medalla de plata en el Mundial del 2006 y la medalla de bronce en el Europeo del 2010 (aunque sufrió un desgarro muscular en el tercer partido y no pudo terminar el campeonato). Además participó en los Juegos Olímpicos de Sydney 2000 dónde terminó en la séptima posición.
En 2015 se despide definitivamente de la Selección Rumana tras el partido ante Serbia durante la fase de clasificación para el Mundial.

## Títulos y galardones

### Selecciones
- 1 x  Medalla de Plata en el Campeonato del Mundo (2005)
- 1 x  Medalla de Bronce en el Campeonato de Europa (2010)
- 1 x  Medalla de Oro en el Campeonato del Mundo Juvenil.
- 1 x  Medalla de Oro en el Campeonato de Europa Juvenil.

### Clubes
- 4 x EHF Champions League (2006, 2009, 2010, 2016)
- 1 x Supercopa de Europa (2006)
- 7 x Liga Rumana (1999, 2000, 2002, 2003, 2015, 2016, 2017)
- 5 x Copa Rumana (1999, 2002, 2004, 2016, 2017)
- 4 x Liga Danesa (2006, 2008, 2009, 2010)
- 5 x Copa Danesa (2007, 2008, 2009, 2010, 2011)

### Galardones individuales
- Ciudadano honorario de la ciudad de Bucarest (2016)[18]
- Miembro del Salón de la Fama.[1]
- 2 x Mejor extremo derecho de la Liga Danesa[19]

## Vida
En 2015 defendió su tesis doctoral en la Facultad de Educación Física y Deporte en la que entró como profesora asistente.
Desde su retirada hasta el 2022 fue la Secretaria General de la Federación Rumana de Balonmano y en 2022 Cristina regresa al CSM Bucarest como directora técnico del equipo.
En febrero del 2022 lanza su primer libro, "455 de idei pentru un joc de handbal îmbunătățit” ("455 ideas para un mejor juego de balonmano").

## En internet
- Instagram